# Jérôme Bonaparte
Jérôme Bonaparte, (născut Girolamo di Buonaparte); 15 noiembrie 1784 - 24 iunie 1860) a fost fratele mai mic a lui Napoleon, a fost rege al Westfaliei, prinț francez, general și mareșal al celui de-al Doilea Imperiu.